# Střední škola F. D. Roosevelta Brno
Střední škola F. D. Roosevelta Brno, příspěvková organizace byla založena v roce 1954 v areálu tehdejšího Ústavu sociální péče pro tělesně postiženou mládež, Brno, Kociánka 2, jako dvouletá škola pro mládež s tělesným postižením. V prvních dvou letech existovala jako škola filiální, spadající pod brněnskou textilní průmyslovku. Od roku 1956 se škola osamostatnila a nabízela vzdělávání ve tříletých učebních oborech brašnář, zahradník, zámečník a krejčí. V letech 1954 - 2007 škola sídlila v areálu Ústavu sociální péče pro tělesně postiženou mládež v Brně, Kociánka 2 (dnešní Centrum Kociánka) a v červenci 2007 se škola přestěhovala do nové budovy na Křižíkově ulici 1694/11, kde se začalo vyučovat 3. září 2007. V září 2014 měla škola 235 žáků. Škola je zřízena Jihomoravských krajem a je určena pro vzdělávání žáků se zdravotním postižením. Současnou ředitelkou školy je Ing. Miroslava Zahradníková.

## Důležitá data
- 1954 - založení školy jako filiálky Střední průmyslové školy textilní v Brně
- 1956 - osamostatnění školy
- 1986 - otevřen ekonomický obor ve spolupráci se Střední ekonomickou školu v Brně
- 1991 - otevřen obor obchodní akademie s čestným názvem Obchodní akademie F. D. Roosevelta
- 2006 - zahájena stavba nové budovy školy na ulici Křižíkově v Brně
- 2007 - zahájeno vyučování v nové budově školy na ulici Křižíkově v Brně
- 2017 - změna názvu školy na Střední škola F. D. Roosevelta Brno, příspěvková organizace

## Budova
Budovu Střední školy F. D. Roosevelta pro tělesně postižené, Brno, Křižíkova 11 navrhl brněnský architekt Jan Melichar.
Fasáda budovy získala ocenění Fasáda roku 2007, 1. místo.

## Ředitelé školy
- 1954 - Zeno Vencálek
- 1956 - Miloslav Pavlík
- 1979 - Josefa Veselá
- 1985 - Ivo Lysák
- 1990 - Vít Lepil
- 1995 - Jaromír Čech
- 2004 - Miroslava Zahradníková